# Bilton, Warwickshire
Bilton är en ort i unparished area Rugby, i distriktet Rugby, i grevskapet Warwickshire i England. Bilton var en civil parish fram till 1932 när blev den en del av Rugby och Dunchurch. Civil parish hade 5 966 invånare år 1931. Byn nämndes i Domedagsboken (Domesday Book) år 1086, och kallades då Beltone/Bentone.